# Wybli
Wybli (ukr. Виблі) – wieś na Ukrainie, w obwodzie czernihowskim, w rejonie czernihowskim, w hromadzie Kułykiwka. W 2017 liczyła 660 mieszkańców.